# Алексей Березуцки
Алексей Владимирович Березуцки е бивш руски футболист, играещ като защитник.
Най-известен като футболист на ЦСКА Москва, където дълги години играе с брат си Василий. Той е заслужил майстор на спорта от 2005 година. От 2003 до 2017 г. играе за националния тим на Русия, като има 58 мача.

## ариера
Като юноша Алексей тренира с брат си Василий в школата „Смена“. По-късно близнаците отиват в Торпедо (Москва). Двамата започват футболната си кариера в Торпедо-ЗИЛ в 1 лига. Алексей не успява да се наложи и изиграва само 2 мача. В началото на 2001 отива под наем в Черноморец Новороссийск. Само след половин сезон там, Алексей е закупен от ПФК ЦСКА Москва. В началото на следващата година към отбора се присъединява и брат му. Льоша е налаган първоначално като централен защитник, но постепенно е изтеглен на левия фланг на отбраната. На 7 юли 2002 дебютира за олимпийския отбор на Русия в мач срещу Ирландия, а в началото на 2003 – и за мъжкият. През май 2005 вкарва гол на финала на купата на УЕФА срещу Спортинг Лисабон, а „армейците“ печелят с 3:1. Освен купата на УЕФА, Алексей става шампион на Русия през 2003, 2005 и 2006. В началото на 2008 г. за кратко е капитан на националния отбор. Участва на Евро 2008, но не записва мачове поради контузия. С идването на Зико начело на ЦСКА Москва, Алексей губи титулярното си място остава на резервната скамейка, но при Хуанде Рамос отново е титуляр в отбора. Алексей започва сезон 2011/12 като резерва, но в мача срещу ФК Рубин Казан започва като титуляр и се включва убедително. След травмата на Георгий Щенников отново е първи избор в състава и успява да си върне мястото в отбора на Русия. Играе във всичките 3 мача на Евро 2012, но Русия отпада още в груповата фаза. През сезон 2012/13 Алексей почти не играе, записвайки едва 5 мача в първенството. Той печели шампионската титла, купата и суперкупата на Русия. На 6 декември 2013 г. изиграва своя мач номер 400 за ЦСКА във всички турнири.
През сезон 2015/16 си връща титулярното място поради контузиите на брат си Василий и е използван като централен защитник. В края на сезона ЦСКА печели титлата на Русия, а Алексей е избран за най-добър играч на „армейците“ през сезона. През май 2016 г. е повикан в състава на руския национален отбор за Евро 2016. През сезон 2016/17 започва по-често да се появява в състава в схема с трима централни защитници и изиграва 18 мача в РФПЛ.
Слага край на кариерата си след края на сезон 2017/18, заедно с брат си Василий и Сергей Игнашевич.

## Треньорска кариера
През сезон 2018/19 братята Берецузки са помощник-треньори на Леонид Слуцкий в нидерландския Витес. Алексей се завръща в ЦСКА Москва през 2020 г., когато става съветник на генералния директор. Впоследствие става част от треньорския щаб на Ивица Олич. През сезон 2021/22 заменя Олич като старши треньор на „армейците“. Тимът заздравява представянето си в защита, но младите футболисти не прогресират, отборът не играе атакуващ футбол. Въпреки известно засилване на формата в началото на втория полусезон, ЦСКА завършва едва на пето място. След края на кампанията Березуцки подава оставка.

## Статистика в ЦСКА
| Състезание         | Мачове | Голове | ЖК | КК |
| ------------------ | ------ | ------ | -- | -- |
| Руска Премиер Лига | 275    | 5      | 29 | 1  |
| Купа на Русия      | 38     | 0      | 4  | 0  |
| Суперкупа на Русия | 7      | 0      | 2  | 1  |
| Евротурнири        | 80     | 3      | 9  | 0  |
| Общо               | 400    | 8      | 44 | 2  |

## Награди
- Шампион на Русия – 2003, 2005, 2006, 2012/13, 2013/14, 2015/16
- Носител на Купата на Русия – 2001/02, 2004/2005, 2005/2006, 2007/2008, 2008/2009, 2010/2011, 2012/13
- Носител на Суперкупата на Русия – 2004, 2006, 2007, 2009, 2013, 2014
- Носител на Купата на УЕФА – 2004/05
- В списък „33 най-добри“ – номер 1 (2005, 2006, 2007), номер 2 (2004, 2008), номер 3 (2010)